# Censo chileno de 2017
El XIX Censo Nacional de Población y VIII de Vivienda o Censo de Población y Vivienda 2017, promocionado simplemente como Censo 2017, fue el censo de población que se realizó en Chile el 19 de abril de 2017, día que fue declarado feriado. Este censo fue realizado por el Instituto Nacional de Estadísticas (INE) en un año anterior al que correspondía —en 2022— debido a las irregularidades que tuvo el censo anterior, realizado en 2012. Su lema fue «Todos contamos».

## Historia

### Antecedentes
El XVIII Censo Nacional de Población y VII de Vivienda, realizado en 2012, fue seriamente cuestionado debido a una serie de problemas en la obtención y tratamiento de los datos. En septiembre de 2014 se hizo público el resultado de una auditoría técnica liderada por el INE con asesoría directa del Centro Latinoamericano y Caribeño de Demografía (CELADE) dependiente de la CEPAL de Naciones Unidas, donde se concluyó que «los datos generados para el año 2012 no cumplen con los estándares para que este operativo sea denominado como un censo».

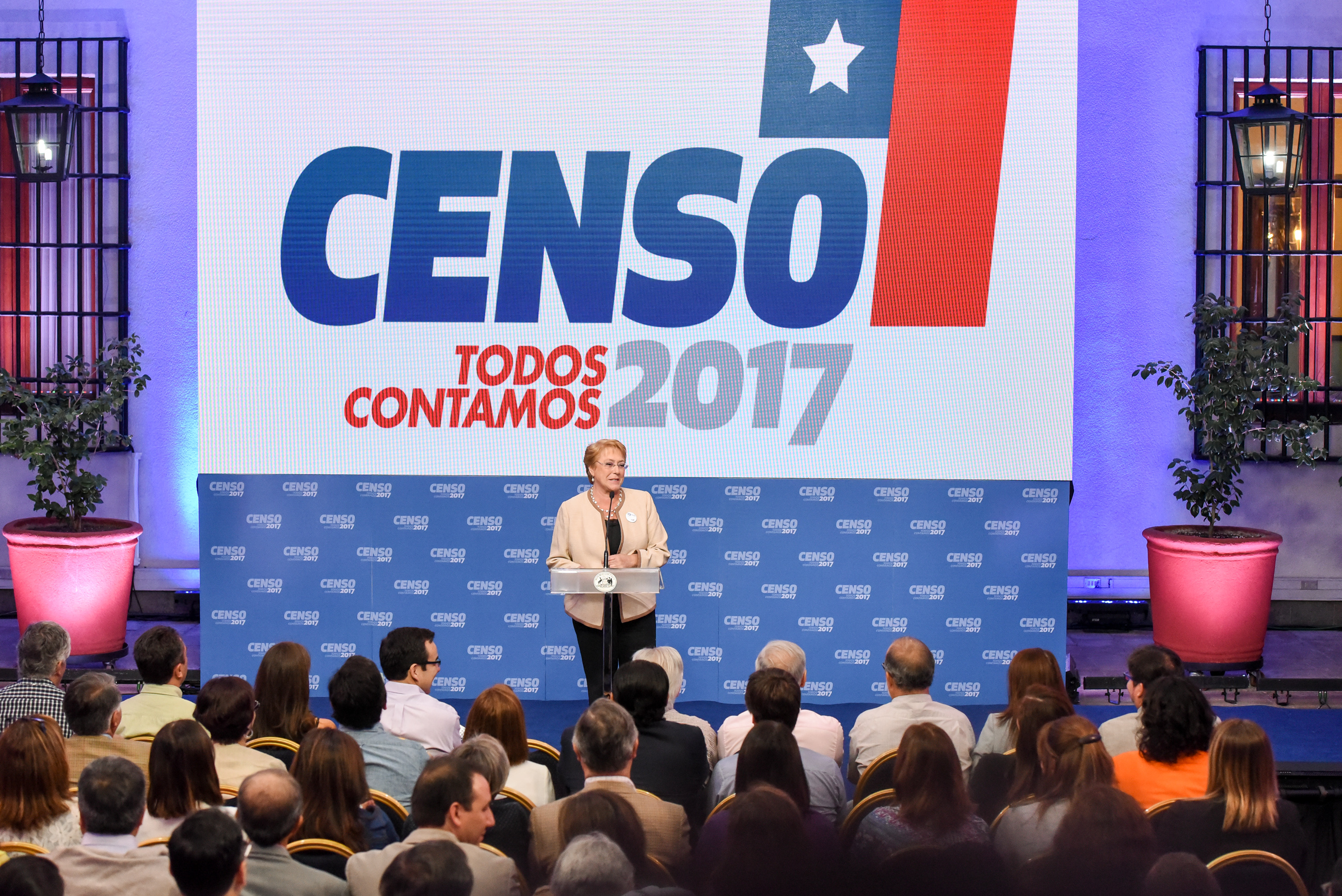
Michelle Bachelet durante una capacitación a autoridades para el censo en el Palacio de La Moneda.

### Anuncio y preparación
En marzo de 2014, se informó que el gobierno de Michelle Bachelet realizaría un nuevo censo «abreviado», cuestión que se confirmó en junio, siendo fijado para el año 2017.
En 2016 se realizó un «precenso», en las comunas de Providencia (25 mil viviendas) y Curicó (25 mil viviendas), con el propósito de preparar los detalles para el censo final.
El 3 de enero de 2017, el Ejecutivo envió al Congreso el proyecto de ley para que el día del censo, 19 de abril, sea feriado laboral irrenunciable, esto es, obligatorio para todo el comercio, además de la prohibición de realizar «actividades, espectáculos y reuniones públicas al aire libre o en recintos cubiertos, funciones teatrales, exhibiciones cinematográficas, competencias deportivas», y otras similares. Tras su aprobación por ambas cámaras, la Ley 20992 fue promulgada el 25 de enero y publicada el 2 de febrero.

### Realización

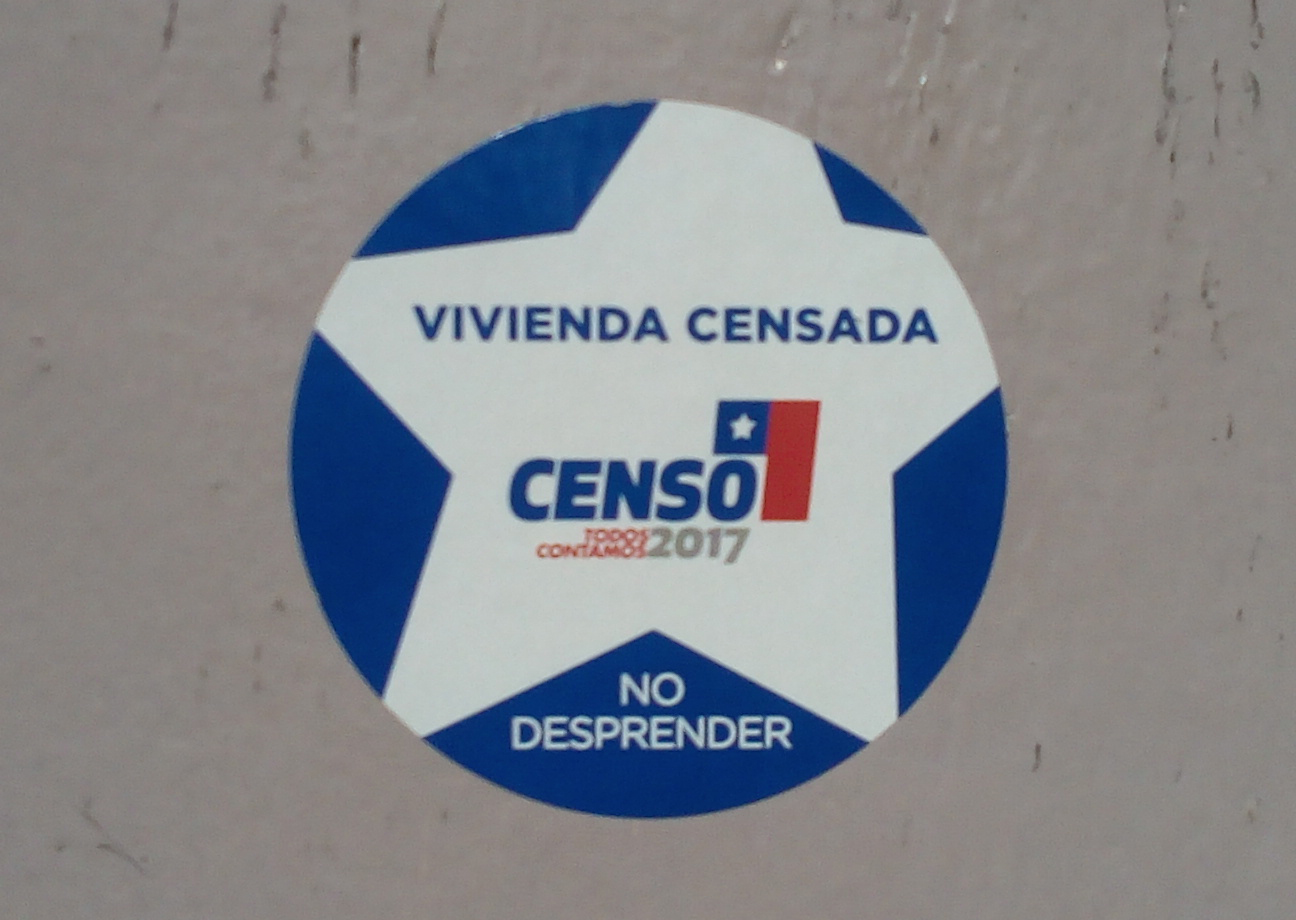
Pegatina que identifica una casa que fue encuestada en el censo.

El 19 de abril los locales censales comenzaron a estar operativos a las 08:00 horas, y ya para las 10:00 el 75 % de los locales había sido ingresado al sistema, según una declaración conjunta del ministro de Economía, Luis Felipe Céspedes, y la directora nacional del INE, Ximena Clark. Voluntarios y funcionarios de gobierno comenzaron su trabajo desde las 09:00, incluyendo a autoridades públicas, como la presidenta Michelle Bachelet, quien ejerció como censista en la comuna de Renca, en Santiago.
Durante la jornada ocurrieron algunos incidentes, siendo el más grave el corte de caminos y ataques a censistas en una comunidad de Temucuicui en la Región de la Araucanía, por lo que el censo fue suspendido en esa localidad, además de algunos asaltos a censistas en Santiago, Puerto Varas y Coquimbo.

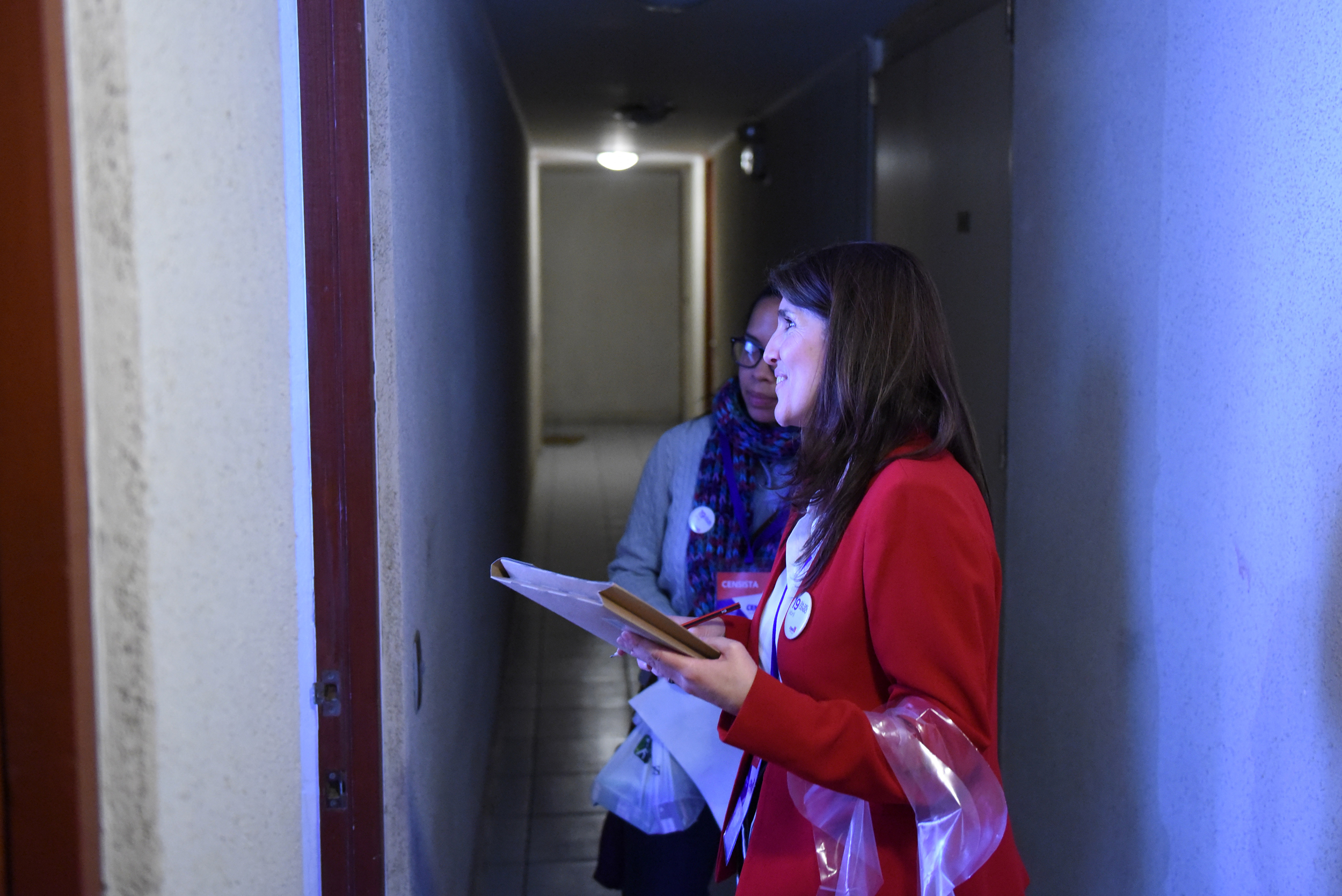
Ministra Paula Narváez haciendo el trabajo de encuestadora el día del censo.

Los hogares que no fueron censados durante el 19 de abril recibieron una citación para poder llenar los datos de forma presencial o a través de un inédito formulario en Internet.
El 16 de mayo el INE informó que, producto de las lluvias acontecidas en la región de Atacama los días 11 y 12 de mayo, parte de los cuestionarios recopilados correspondientes a las comunas de Copiapó, Tierra Amarilla, Diego de Almagro y Chañaral resultaron dañados por efecto del agua, lo que dificultaría su lectura y registro. Ante dicha situación, se evaluó repetir la aplicación del censo en las comunas afectadas.

## Organización

### Preguntas

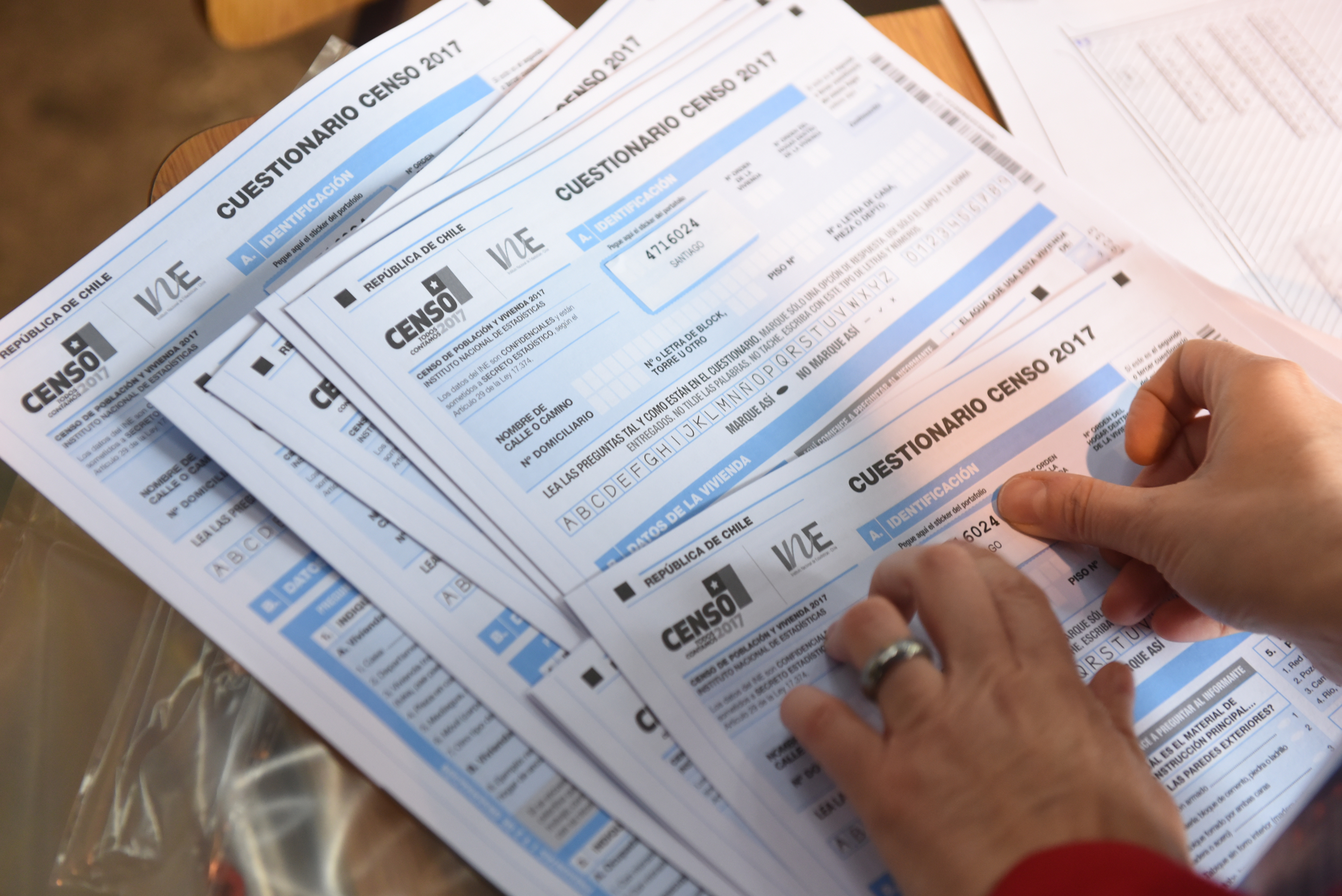
Formulario del censo.

El cuestionario que se utilizó para aplicar el censo tenía 21 preguntas, divididas en cuatro secciones: A. la identificación de la vivienda, llenada por el censista; B. los datos de la vivienda, de las cuales las dos primeras eran llenadas por el censista, y a partir de la tercera contestaba el jefe(a) de hogar; C. las personas que alojaron la noche anterior en la vivienda; D. los datos de las personas, contestado por cada una de ellas, o en su defecto, por el jefe(a) de hogar. Estas últimas se subdividían en 3 tipos de preguntas: las primeras diez (7-16) estaban dirigidas a todas las personas; las dos siguientes (17 y 18) eran para todas las personas de 15 años o más; y las restantes (19-21) eran solo para las mujeres de 15 años o más.
Tuvo versiones en múltiples idiomas: español, mapudungun, inglés, francés, alemán, portugués y creol haitiano. También hubo cuestionarios especiales para personas en tránsito (que se encontraran viajando al momento de realizarse el censo) y para viviendas colectivas (hogares de ancianos, cárceles, hospitales, entre otros).
Las preguntas del cuestionario fueron:
A. Identificación
B. Datos de la vivienda
1. Indique el tipo de vivienda (particular/colectiva)
2. Indique si la vivienda está (ocupada/desocupada)
3. ¿Cuál es el material de construcción principal...
3.a ...en las paredes exteriores?
3.b ...en la cubierta del techo?
3.c ...en el piso?
4. ¿Cuántas piezas de esta vivienda se usan exclusivamente como dormitorio?
5. El agua que usa esta vivienda proviene principalmente de:
6. ¿Cuántas personas alojaron aquí anoche?
6.a ¿Todas comparten los gastos de alimentación?
6.b ¿Cuántos grupos separados tienen gastos separados en alimentación?
C. Personas del hogar que alojaron anoche
6.c Dígame todos los nombres de las personas de este hogar...
6.d ¿Cuántos son hombres y cuántas son mujeres?
D. Datos de las personas
7. ¿Qué relación de parentesco tiene con el jefe/a de hogar?
8. ¿Cuál es su sexo?
9. ¿Cuántos años cumplidos tiene?
10. ¿Vive habitualmente en esta comuna?
11. ¿En qué comuna o país vivía en abril de 2012?
12. Cuando ud. nació, ¿en qué comuna o país vivía su madre?
12.a Si su madre vivía en otro país ¿en qué año llegó ud. a Chile?
13. ¿Asiste actualmente a la educación formal?
14. ¿Cuál es el curso o año más alto aprobado?
15. El curso anteriormente declarado, a cuál de los siguientes niveles corresponde:
15.a ¿Completó el nivel anteriormente declarado?
16. ¿Se considera perteneciente a algún pueblo indígena u originario?
16.a ¿A cuál?
17. Durante la semana pasada, ¿trabajó o no trabajó?
18. En ese trabajo ¿a qué se dedica esa empresa, institución o actividad por cuenta propia?
19. ¿Cuántas hijas e hijos nacidos vivos ha tenido en total?
20. ¿Cuántos están vivos actualmente?
21. ¿En qué mes y año nació su última hija o hijo nacido vivo?

### Costo

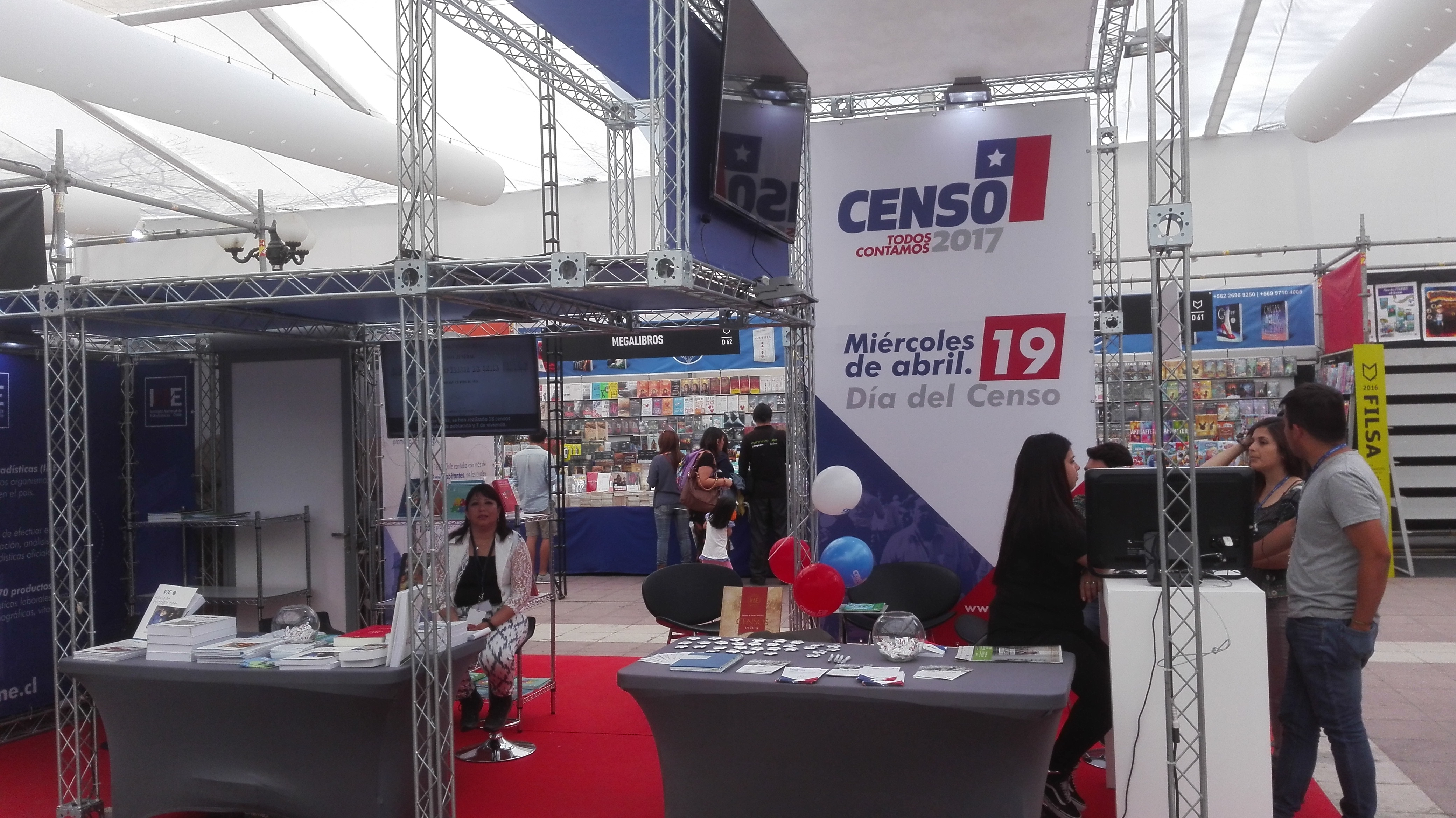
Estand del Censo 2017 en la FILSA 2016, donde se reclutaban voluntarios.

El costo de este censo fue de $42 205 millones de pesos, para el periodo 2014-2018, concentrándose $18 717 millones, para 2016 y $17 900 millones para 2017.
Inicialmente se informó que, a diferencia del censo anterior, el trabajo sería realizado por voluntarios, sin remuneración. Docentes y empleados públicos fueron obligados a censar. Sin embargo, en diciembre de 2016 el gobierno aprobó el pago de 15 mil pesos chilenos a los censistas voluntarios.

### Comisión Nacional
La Comisión Nacional del Censo 2017 estuvo compuesta por: Luis Felipe Céspedes, ministro de Economía y por:
- Subsecretarios de: 
  - Interior
  - Desarrollo Regional
  - Educación
  - Transporte
  - General de Gobierno
  - Desarrollo Social
- Jefe del Estado Mayor Conjunto
- Oficiales de:
  - Carabineros
  - Policía de Investigaciones
- Directora nacional del INE

## Resultados
El 31 de agosto de 2017 se entregaron los resultados preliminares del censo, con un total de 17 373 831 personas censadas, en 6 356 073 viviendas, lo que corresponde a un 98,98 % de cobertura nacional.
Los resultados definitivos, incluyendo datos de población a nivel país, por región, por comuna, separada por sexo y separada por grupos de edad, se publicaron el 22 de diciembre de 2017. De acuerdo al INE, hay 17 574 003 residentes en Chile, en donde 8 601 989 (48,9 %) son hombres y 8 972 014 (51,1 %) son mujeres.